# Gundula Momsen-Pflanz
Gundula Momsen-Pflanz (* 16. Dezember 1976) ist eine deutsche Juristin. Sie ist seit November 2022 Richterin am Bundesgerichtshof.

## Leben und Wirken
Momsen-Pflanz war nach Abschluss ihrer juristischen Ausbildung zunächst für ein Jahr an der Universität des Saarlandes, später als Rechtsanwältin tätig. Im Oktober 2006 trat sie in den Justizdienst des Landes Baden-Württemberg ein und war beim Amtsgericht Besigheim eingesetzt. Mitte Februar 2008 wechselte sie in den Justizdienst der Freien Hansestadt Bremen und war dort bei dem Amtsgericht Bremen tätig. Im Januar 2010 erfolgte ihre Ernennung zur Richterin am Amtsgericht. Im Juni 2013 wechselte Momsen-Pflanz an das Landgericht Bremen. Von September 2017 bis April 2019 war sie als wissenschaftliche Mitarbeiterin an den Bundesgerichtshof abgeordnet. Im Mai 2019 wurde sie am Landgericht Bremen zur Vorsitzenden Richterin am Landgericht ernannt. Momsen-Pflanz ist promoviert.
Nach der Ernennung zur Richterin am Bundesgerichtshof am 1. November 2022 wies das Präsidium Momsen-Pflanz dem 4. Strafsenat zu, der vornehmlich für die Revisionen in Strafsachen aus den Bezirken der Oberlandesgerichte Hamm und Zweibrücken sowie für die Revisionen in Verkehrsstrafsachen zuständig ist.